# Chesterton (Staffordshire)
Chesterton – wieś w Anglii, w hrabstwie Staffordshire, w dystrykcie Newcastle-under-Lyme. Leży 28 km na północ od miasta Stafford i 224 km na północny zachód od Londynu. W 2001 miejscowość liczyła 7111 mieszkańców.